# Kenza Dali
Kenza Dali, née le 31 juillet 1991 à Sainte-Colombe, est une footballeuse internationale française évoluant au poste de milieu de terrain au Wave de San Diego.

## Biographie

### Débuts à Lyon
Kenza Dali est issue d'une famille originaire d'Algérie et commence le football à l'âge de six ans au GS Chasse-sur-Rhône en Isère avant d'être repérée par l'Olympique lyonnais à l'âge de 11 ans. Elle y est formée, aux côtés notamment de Wendie Renard, avec qui elle partage sa chambre. À 16 ans, elle signe son premier contrat. Cependant, elle ne dispute qu'un seul match avec l'équipe première, lors de la saison 2009-2010.

### Éclosion à Paris
Afin d'obtenir du temps de jeu, elle part pour Rodez AF où elle réalise une bonne saison avant de se faire repérer par le Paris Saint-Germain où elle signe le 1er juillet 2011. C'est dans ce club qu'elle découvre la Ligue des champions, en 2011-2012, lors d'une rencontre face à Peamount le 28 septembre 2011 (victoire 0-2). Elle inscrit son premier but européen lors du match retour au stade Charléty (victoire 3-0).
Le 18 novembre 2013, à la suite d'un forfait de Marina Makanza, elle est appelée pour la première fois en équipe de France A par Philippe Bergeroo pour les deux matchs qualificatifs pour la Coupe du monde 2015 face à la Bulgarie.

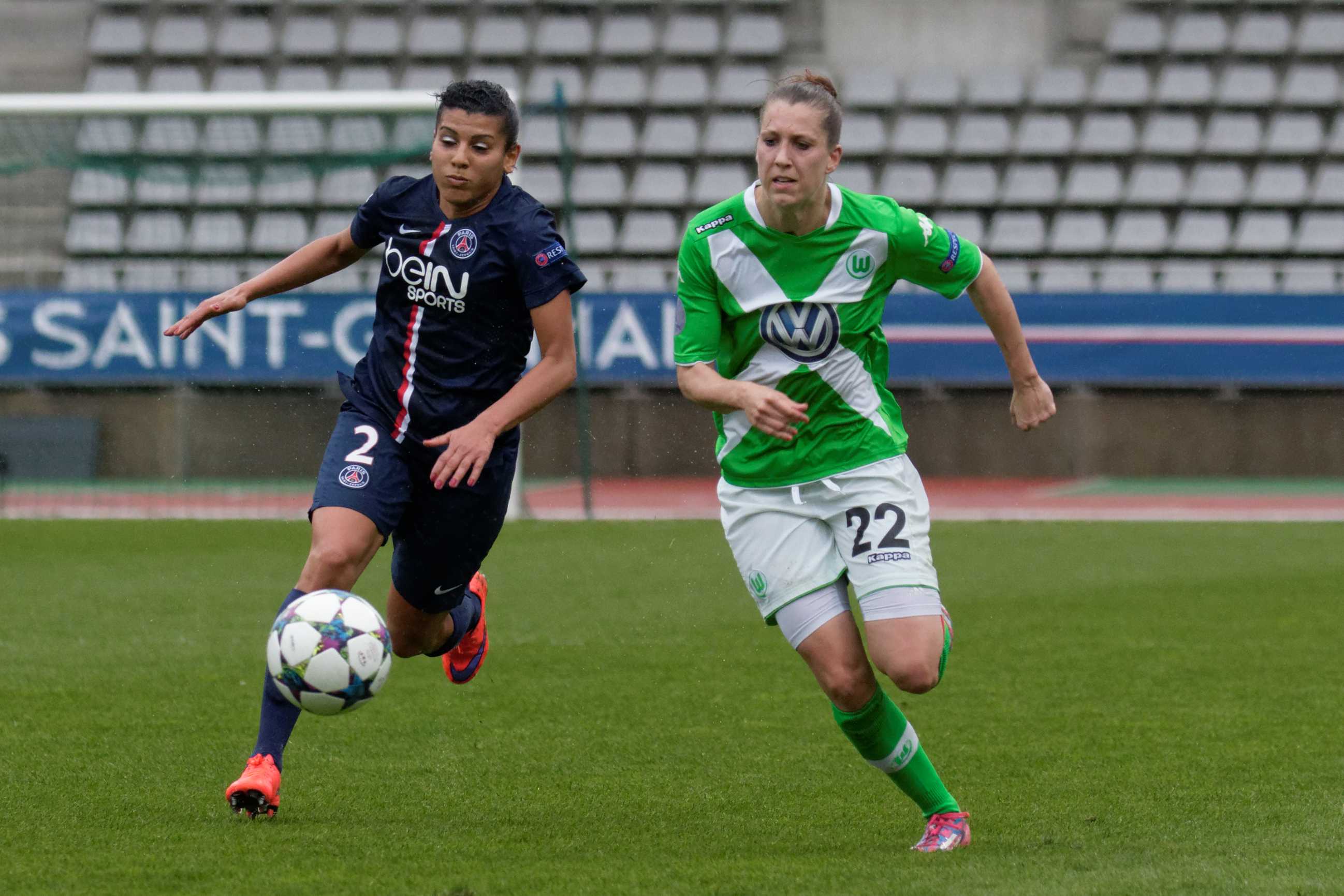
Kenza Dali à la lutte avec une joueuse du VfL Wolfsburg en Ligue des champions le 26 avril 2015.

Le 6 mars 2015, elle marque son premier but en Équipe de France lors du match France - Danemark en Algarve Cup.
Le 23 avril 2015, elle est sélectionnée dans la liste des 23 joueuses afin de disputer la Coupe du monde au Canada. Elle joue deux matchs lors du mondial : contre l'Angleterre et la Colombie. L'équipe de France atteint les quarts de finale de la compétition, en se faisant battre par l'Allemagne aux tirs au but.

### Retour à l'OL et grave blessure

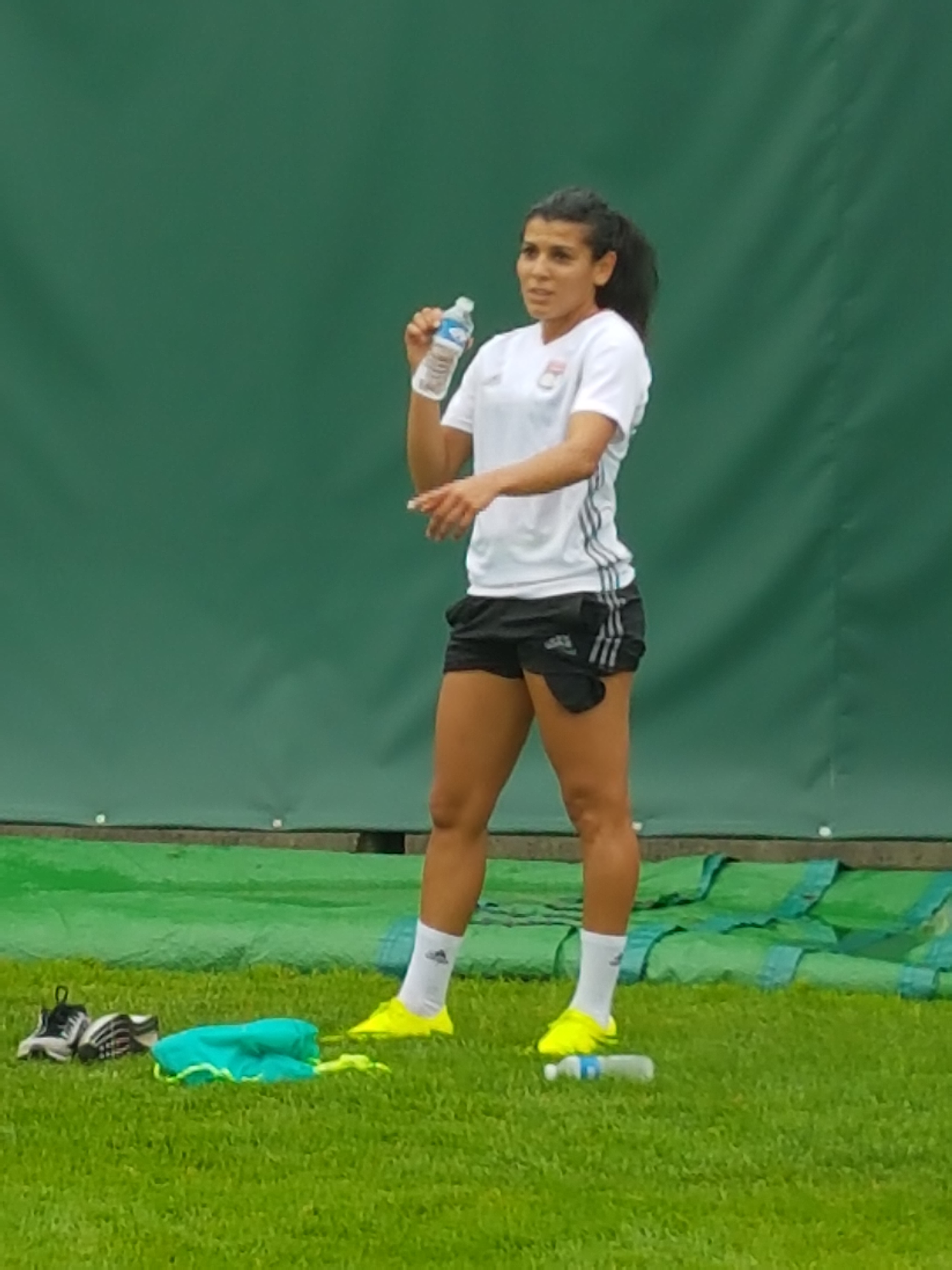
Kenza Dali avec l'Olympique lyonnais en août 2016.

À l'été 2016, quand Patrice Lair arrive au PSG, elle ne s'entend pas avec le technicien français et finit par s'engager en faveur de son club formateur, l'Olympique lyonnais, en compagnie de trois autres joueuses du PSG : Jessica Houara, Kheira Hamraoui et Caroline Seger,.
En septembre 2016, elle subit une rupture des ligaments croisés lors d'un match de sélection face à l'Albanie. Elle manque l'Euro 2017 et manque de devoir arrêter sa carrière. Après un an et demi sans jouer, elle se relance avec un prêt au LOSC, puis rejoint Dijon, où elle subit une nouvelle blessure après un tacle dangereux.
Elle retrouve l'équipe de France en 2018. Elle est sélectionnée pour la coupe du monde, disputée à domicile en France, mais doit finalement déclarer forfait après s'être fracturé l'orteil en faisant tomber un fer à repasser,.

### Expériences en Angleterre
En juillet 2019, elle signe avec West Ham, club de WSL. Elle prolonge son contrat d'un an le 6 juillet 2020. En 2021, elle rejoint Everton. En 2022, elle rejoint Aston Villa.
En 2022, elle fait partie des 23 sélectionnées pour disputer le championnat d'Europe en Angleterre.

Le 18 janvier 2025, le transfert vers les États-Unis de Kenza Dali est annoncé. C'est le club du San Diego Wave qui est sur les rangs pour la recruter

## Vie privée
Kenza Dali perd son frère alors qu'elle a 13 ans, puis voit sa mère vaincre un cancer du sein. Elle cite régulièrement ces moments douloureux comme des événements qui l'ont renforcée mentalement.

## Palmarès
Olympique lyonnais :
- Vainqueur du Championnat de France en 2010 et 2017 (2)
- Vainqueur de la Coupe de France en 2017 (1)

## Statistiques

### En club
| Saison                | Club                  | Championnat           | Championnat | Championnat | Coupe(s) nationale(s) | Coupe(s) nationale(s) | Compétition(s) continentale(s) | Compétition(s) continentale(s) | Compétition(s) continentale(s) | Total | Total |
| Saison                | Club                  | Division              | M.          | B.          | M.                    | B.                    | Comp.                          | M.                             | B.                             | M.    | B.    |
| 2009-2010             | Olympique lyonnais    | Division 1            | 1           | 0           | 0                     | 0                     | -                              | -                              | -                              | 1     | 0     |
| Sous-total            | Sous-total            | Sous-total            | 1           | 0           | 0                     | 0                     | -                              | -                              | -                              | 1     | 0     |
| 2010-2011             | Rodez AF              | Division 1            | 22          | 2           | 2                     | 1                     | -                              | -                              | -                              | 24    | 3     |
| Sous-total            | Sous-total            | Sous-total            | 22          | 2           | 2                     | 1                     | -                              | -                              | -                              | 24    | 3     |
| 2011-2012             | Paris Saint-Germain   | Division 1            | 22          | 10          | 5                     | 2                     | C1                             | 4                              | 1                              | 31    | 13    |
| 2012-2013             | Paris Saint-Germain   | Division 1            | 21          | 6           | 5                     | 2                     | -                              | -                              | -                              | 26    | 8     |
| 2013-2014             | Paris Saint-Germain   | Division 1            | 22          | 6           | 5+                    | 1                     | C1                             | 1                              | 0                              | 28    | 7     |
| 2014-2015             | Paris Saint-Germain   | Division 1            | 17          | 11          | 3                     | 2                     | C1                             | 7                              | 1                              | 27    | 14    |
| 2015-2016             | Paris Saint-Germain   | Division 1            | 7           | 3           | 2                     | 0                     | C1                             | 4                              | 0                              | 13    | 3     |
| Sous-total            | Sous-total            | Sous-total            | 89          | 36          | 20                    | 7                     | -                              | 16                             | 2                              | 125   | 45    |
| 2016-2017             | Olympique lyonnais    | Division 1            | 2           | 0           | 4                     | 1                     | C1                             | 0                              | 0                              | 6     | 1     |
| Sous-total            | Sous-total            | Sous-total            | 2           | 0           | 4                     | 1                     | -                              | 0                              | 0                              | 6     | 1     |
| 2017-2018             | LOSC Lille (prêt)     | Division 1            | 10          | 1           | 0                     | 0                     | -                              | -                              | -                              | 10    | 1     |
| Sous-total            | Sous-total            | Sous-total            | 10          | 1           | 0                     | 0                     | -                              | -                              | -                              | 10    | 1     |
| 2018-2019             | Dijon FCO             | Division 1            | 17          | 6           | 2                     | 3                     | -                              | -                              | -                              | 19    | 9     |
| Sous-total            | Sous-total            | Sous-total            | 17          | 6           | 2                     | 3                     | -                              | -                              | -                              | 19    | 9     |
| 2019-2020             | West Ham United       | FA WSL                | 14          | 2           | 4                     | 5                     | -                              | -                              | -                              | 18    | 7     |
| 2020-2021             | West Ham United       | FA WSL                | 18          | 3           | 2                     | 0                     | -                              | -                              | -                              | 20    | 3     |
| Sous-total            | Sous-total            | Sous-total            | 32          | 5           | 6                     | 5                     | -                              | -                              | -                              | 38    | 10    |
| 2021-2022             | Everton FC            | FA WSL                | 20          | 0           | 7                     | 1                     | -                              | -                              | -                              | 27    | 1     |
| Sous-total            | Sous-total            | Sous-total            | 20          | 0           | 7                     | 1                     | -                              | -                              | -                              | 27    | 1     |
| 2022-2023             | Aston Villa           | FA WSL                | 21          | 5           | 9                     | 2                     | -                              | -                              | -                              | 30    | 7     |
| Sous-total            | Sous-total            | Sous-total            | 21          | 5           | 9                     | 2                     | -                              | -                              | -                              | 30    | 7     |
| Total sur la carrière | Total sur la carrière | Total sur la carrière | 214         | 55          | 50                    | 20                    | -                              | 16                             | 2                              | 280   | 77    |

### En sélection
| Sélection | Année | Statistiques | Statistiques |
| Sélection | Année | Matchs       | Buts         |
| --------- | ----- | ------------ | ------------ |
| France    | 2014  | 5            | 1            |
| France    | 2015  | 9            | 1            |
| France    | 2016  | 5            | 0            |
| France    | 2018  | 3            | 2            |
| France    | 2019  | 3            | 0            |
| France    | 2020  | 6            | 1            |
| France    | 2021  | 8            | 4            |
| France    | 2022  | 10           | 1            |
| France    | 2023  | 13           | 2            |
| France    | 2024  | 6            | 0            |
| Total     | Total | 68           | 12           |